# 린웨이쥔
린웨이쥔(중국어 정체자: 林韋君, 간체자: 林韦君, 병음: Lín Wéijūn, 한자음: 임위군, 1978년 6월 7일~)은 중화민국의 배우이다.

## 작품 목록

### 텔레비전 드라마
- 2002년 《투투애상니》- 한닝얼(韓寧兒) 역
- 2003년 《천금백분백》- 좡페이양(莊飛揚) 역
- 2003년 《해돈만연인》- 쉬산니(徐珊妮) 역
- 2005년 《금색마천륜》- 린페이산(林佩珊), 탕페이링(唐佩玲) 역
- 2007년 《애》- 류러러(劉樂樂)
- 2012년 《천하여인심》- 가오녠츠(高念慈) 역
- 2013년 《세간정》- 예젠잉(葉劍英) 역
- 2022년 《황금세월》- 뤄이페이(羅憶菲), 황샤오윈(黃曉芸) 역